# Pyrgota dichaetus
Pyrgota dichaetus är en tvåvingeart som först beskrevs av Steyskal 1978.  Pyrgota dichaetus ingår i släktet Pyrgota och familjen Pyrgotidae. Inga underarter finns listade i Catalogue of Life.